# Franco Pennacchiotti
Franco Pennacchiotti (Bahía Blanca, Provincia de Buenos Aires, 24 de agosto de 1990) es un baloncestista profesional argentino que se desempeña en la posición de ala-pívot o pívot en Villa Mitre de La Liga Argentina.
Aunque la mayor parte de su carrera la desarrolló entre la segunda, la tercera y la cuarta categoría del baloncesto profesional argentino, su destacada actuación con Peñarol en la temporada 2020-21 de la LNB le valió ser reconocido como el jugador revelación del certamen.  

## Trayectoria

### Clubes
| Club                       | País      | Año             |
| -------------------------- | --------- | --------------- |
| Villa Mitre                | Argentina | 2005 - 2010     |
| Weber Bahía Estudiantes    | Argentina | 2010 - 2011     |
| El Chorrillero             | Argentina | 2011 - 2012     |
| El Nacional                | Argentina | 2012            |
| Santa Rita de Esquina      | Argentina | 2013            |
| Estudiantes de Olavarría   | Argentina | 2013 - 2014     |
| Bahiense del Norte         | Argentina | 2014 - 2016     |
| Olimpo                     | Argentina | 2016 - 2017     |
| Bahiense del Norte         | Argentina | 2017 - 2018     |
| Villa Mitre                | Argentina | 2018 - 2020     |
| Peñarol                    | Argentina | 2020 - 2021     |
| 25 de Agosto               | Uruguay   | 2021            |
| Ourense Baloncesto         | España    | 2021            |
| Corona Platina Piadena     | Italia    | 2022            |
| Riachuelo                  | Argentina | 2022 - 2023     |
| Villa Mitre                | Argentina | 2023 - 2025     |
| Centro Español de Plottier | Argentina | 2025            |
| Villa Mitre                | Argentina | 2025 - Presente |